# 疑問符
疑問符（ぎもんふ）は、約物の1つで、「?」のように書かれる。傾斜したものや、2つ以上を組み合わせたものもある。疑問を表し、疑問を表す対象の後に置かれる。なお、クエスチョンマーク（英語: question mark、クエッションマーク）、インテロゲーションマーク（英語: interrogation mark）とも呼ばれる。また、俗にははてな、はてなマーク、耳垂れ（みみだれ）などとも呼ばれる。「耳垂れ」は、印刷・出版業界でも使われる。

## 起源

ピリオドの上のɁは、ラテン語のquaerere（質問する意）の命令形quaereの略形であるのではないかと言われる。一説によれば、ラテン語のquaestio（疑問の意）のqがoの上に位置し、oが点になったものとされる。また、セミコロンに似た字形を持つギリシア語の疑問符である「;」の倒置と考える説もある。

## 用法
一般には、疑問文の最後に、終止符（マルやピリオド）に代えて置かれる。このため、疑問符は文の終わりをも示す（相手の言ったことばを繰り返してオウム返しに問う文や、主語だけの文を含む）。
例
- きょう帰る？
- 「おもしろくないね。」『おもしろくない？』
- 「おかあさんは？」

また、同意を求める文や無言でいる場合の疑問の気持ちを表すのに用いられる。
例
- あそこに見えるでしょう？
- 「きのう東京駅で、君の姿を見かけたよ。」「？」

文中の語句に確信がなかったり、不適切かもしれないと思ったりした場合に用いられたりすることもある。この場合、括弧で囲むことが多い。その他、疑問文の前後両方に疑問符を置く例も見られる。
例
- 僕はミカンを2個食べ、彼は7個（?）食べた。
- 馬致遠（1250？−1321）、生年不詳、元(げん)代の戯曲作家。

俗に、疑問の度合いを増して表したい際には、「??」、「???」と重ねて書く例も見られる。また、疑問と驚きが入り混じった感情を表すなどの用途で、感嘆符（!）を左につけた感嘆符疑問符「!?」や、感嘆符を右につけた疑問符感嘆符「?!」もある。いずれもUnicodeでは1つの文字として収録されている（#符号位置を参照）が、環境（フォント）によってはカラー絵文字として表示される場合もある。なお、この用途には、?と!を重ねた「‽（インテロバング）」という記号もある。漫画のセリフの写植で使われるのは一般的に「!?」のみであり、かつてComicStudioにバンドルされていた漫画制作用の外字フォント「ComicStudio-EXP」では、U+E000から始まる私用領域に関連字形を収録していた。
視覚的な表現として、マニュアルなどでヘルプの用途で疑問符を使用した記号が用いられる。また、質問を受け付ける案内所などの標識としても用いられる。

## 自然言語における疑問符

### スペイン語
スペイン語では、疑問符で終わる文の最初に逆疑問符（¿）を置く。これは感嘆文における感嘆符および逆感嘆符の使い方と同様である。
例¿Qué dices? （何を言っていますか?）

### ギリシャ語
ギリシャ語では、?の代わりにセミコロン（;）と同形の符号（U+037E, GREEK QUESTION MARK）が、疑問符として利用される。
例Τι κάνεις; （元気かい?）

### フランス語
フランス語では疑問符（?）の前にスペースを入れる。これは感嘆符（!）、コロン（:）、セミコロン（;）、引用符（« »、ギュメ）等の場合も同様である。

### アルメニア語
アルメニア語では疑問の中心となる語のアクセント位置に（՞）と書く。文末は平叙文と同じくピリオド ( : ) を書く。疑問文の最後の母音の上に ՞ が置かれる。

### アラビア語・ペルシャ語・ウルドゥー語
アラビア語、ペルシャ語、ウルドゥー語では、文を右から左に書く。そのため、左右反転の疑問符（؟）を用いる。
例（アラビア語）
　هل ترغب في شرب بعض الشاي؟（お茶はいかがですか?）
　（ペルシャ語）
　اینجا کجاست؟（ここはどこですか?）
　（ウルドゥー語）
　آپ کا نام کیا ہے؟（あなたの名前は何ですか?）

### 日本語
疑問符は元来の日本語の書法には存在しない記号である。疑問を表す終助詞「か」で終わる文は、わざわざ疑問符を付けなくても疑問文だと判る。一方で「だめなの」、「もう帰る」のように、文字言語ではイントネーションが判らず、平叙文にも疑問文にも解釈され得る文の場合には、疑問符を付けることで、疑問文であると明確にする効果は出る。
現代における日本語の正書法では、疑問符・感嘆符（!）の使用も認められている。また、公用文においても「?」を用いないと意味が通じないような場合があるため、解説・広報等の文書、また、発言をそのまま記載する記録などにおいては、必要に応じて疑問符を使用して差し支えないとされている。これらは基本的に文章の終止を表すため、その後ろに句点を用いない。ただし次の文の開始と連続しないよう、基本的に疑問符および感嘆符の直後に全角スペースを挿入する。
これはJIS X 4051に基づくW3Cの「日本語組版の処理要件」2020年8月11日版のルールとも一致する。ただし終わり括弧が続く場合等や、1つの文の途中の場合は、全角スペースは挿入しない。
例
- 何か問題があるだろうか？　ないのである！　これが我々の下した結論だ。
- 「何時ですか？」
- 誰に見せるか？を考える

作家の中には自身の作品の会話文に決して疑問符を使わない者もいる（笠井潔、石田衣良など）。逆に、明らかに疑問文でない文でも、なんらかのニュアンスを持たせて「ちゃんと対策考えろよ?」のように疑問符が用いられるケースも見られる。
JIS X 4051では、日本語中の疑問符は全角幅にする。また直後に、始め括弧類（“(”、“「”など）がある場合は、後ろに半角幅の間隔を設け、直後に中点類（“・”、“:”など）が有る場合は、後ろに四分幅の空白を設け、それ以外の文字が直後にある場合は間隔を設けないとの規定も存在する。なお、行頭禁則文字であり、改行時に行頭に疑問符が来てはならないと定められている。

### 中国語
中国語における疑問符は主に語尾に用いられ、疑問のニュアンスを表す。疑問符の用法については、まず文の長さにかかわらず、疑問のニュアンスがあれば疑問符を使うことができる。日本語と同じ文の途中の疑問を表したい単語（不明確なことなど）の直後にも使用する。
また、選択肢がある疑問文には最後の選択肢だけ疑問符をつけ、それぞれの選択肢の間はコンマで区切られる。ただし、各選択肢を強調する場合は、それぞれの選択肢の後ろに疑問符をつけることもできる。日本語訳は例文の後ろに()で示す。
例
- 这是一部怎么样的作品？是现实主义的？还是比较传统的？ (これはどんな作品ですか？リアリズムの？それとも伝統的なの？)

なお、疑問の度合いを増して表したい場合は、疑問符を重ねて使うことができるが、原則として最大三つの疑問符しか使えない。
例
- 这就是你的处理方式吗？你是怎么当上社长的？？你究竟为什么这么欺骗消费者？？？ (これがあなたのやり方ですか？どうやって社長になったの？？あなたは一体どうしてそんなに消費者を騙すのですか？？？)

最後に、疑問符は、文に疑問詞の有無と関係なく、疑問を表すニュアンスがあれば使える。疑問詞があっても文が疑問のニュアンスを表していない場合、文末に疑問符をつけない。
例
- 我哪儿也不去。 (私はどこにも行かない。)[7]

## コンピュータ言語等における疑問符
- プログラミング言語のBASICには、?を入力するとPRINT文に置き換える処理系（実装）がある。[要出典]
- テキスト文字列のパターンマッチングにおける正規表現では、直前の字句が0個または1個あることを表す。
例
/abc?d/は、「abcd」または「abd」に一致する。
- ワイルドカード検索では、任意の1文字に一致する。
例
ab?dは、「abcd」や「abxd」などに一致するが、「abd」や「abxyd」には一致しない。
- 条件演算子やエルビス演算子: C言語などにおいてコロンと組み合わせて条件判定に用いられる。
条件演算子の書式
条件式 ? 真式 : 偽式
- その他、Nullable型の変数宣言や、Null合体演算子やNull条件演算子で疑問符が構成要素として採用されることがある。
- URLの末尾に付与されるパラメータの区切り文字に使用される。
例
https://ja.wikipedia.org/w/index.php?title=%E7%96%91%E5%95%8F%E7%AC%A6&action=history
- PHPでは、HTML構文と区別するための区切り文字に用いられる。
書式
<?php 本文 ?>
- htmlにおいてクエリパラメータを記述する際の区切り文字に用いる。
書式
https://ja.wikipedia.org/w/index.php?title=疑問符
- Microsoft Windowsのcmd.exe（コマンドプロンプト、コマンドプロセッサー）では、OSコマンドに/?オプションを付けて実行することで、そのコマンドの使い方（ヘルプ）をコンソール画面上に表示することができる[8]。
- FATやNTFSといったファイルシステムでは、半角（ASCII）の「?」はファイル名に使用できない。
- Microsoft Windowsでは、C/C++のchar型配列で管理されるマルチバイト文字には、通例システムロケール（言語設定）に応じたANSIマルチバイト文字セットが使われる。wchar_t型配列で管理されるUnicode（UTF-16）文字列からMicrosoftコードページ932（Shift_JIS）などの他の文字コードに変換する際、通例Windows APIのWideCharToMultiByte()が直接的または間接的に使われるが、WC_ERR_INVALID_CHARSなどのオプションフラグを指定しない限り、変換先の文字集合にない文字はデフォルトで自動的に何らかの文字に置換される[9]。多くはASCIIの「?」に置き換えられるが、「À」など一部のアクセント付きラテン文字は「A」などのアクセント無し文字に、著作権マークの「©」は「c」に、登録商標マークの「®」は「R」に、平仮名の「ゔ」は片仮名の「ヴ」に置き換わるなどの例外もある。
  - Unicode固有の文字をファイル名に使用した場合、Unicode非対応アプリケーションでそのファイルを扱おうとすると、上記のマッピング動作によってファイル名の一部が置換されるが、単にファイルオープンができないだけでなく、フリーズ・暴走するなど予期せぬ動作が起こる場合もあるので注意が必要である。なお、全角の「？」であれば、Windowsにおいてはファイル名に使えるが、もしUnicodeからWindows-1252にマッピングする場合はASCIIの「?」に置換されるため、同様の問題を引き起こす。
  - JavaのString.getBytes(Charset)を使ってUnicode文字列をShift_JISなどのバイト列に変換する場合、マッピング不可能な文字はASCIIの「?」に置換されるなど、似たような非可逆変換が発生する。ただし、モダンなUnix系OSではマルチバイト文字にUTF-8が使われることが多く、Unicodeと互換性のないShift_JISなどが使われる機会はあまりないため、問題になることは少ない。

## 疑問符に関わる慣用表現
- 「疑問符が付く」「クエスチョン（クェッション）マークが付く」「ハテナが付く」… 疑問の余地があるという意味。

## その他

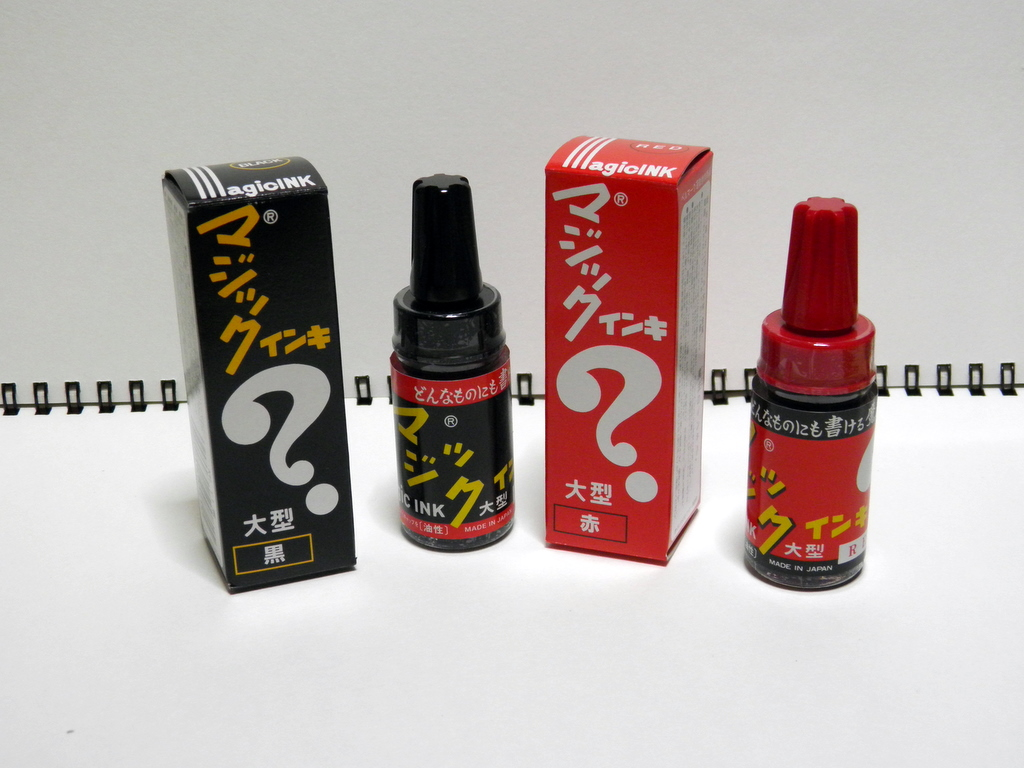
マジックインキ

- チェス等の棋譜では「?」は悪手を、「??」は敗着になりうるような大悪手を示すのに用いられる。詳細はen:Punctuation (chess)を参照。
- 最も短い手紙は、作家ヴィクトル・ユーゴーが自らの著書『レ・ミゼラブル』の売れ行きを尋ねるために出版社に送った「?」1文字だけの手紙だと言われている。出版社からの返事も、売れ行きが良いことを示す「!」1文字だけの手紙で、これも最短である。
- 様々な場面で、その素性や名前（作者・役者名含む）が不明、または敢えて伏せたりする場合に、「謎」「正体不明」を表す記号として?が用いられる。
  - 推理作家アントニイ・バークリーは、1925年に処女作『レイトン・コートの謎』（The Layton Court Mystery）を、当初?という変名で発表した。
  - 油性マーカー『マジックインキ』は「どんな物にも書ける“魔法の”インキ」をキャッチフレーズとし、本体とパッケージに、?マークをあしらっている。
  - 『サザエさん』のタマなど、キャスト（声優）名を伏せたり毎回変わったりする場合、キャスト紹介にて『?』と表記される事がある。
  - 『タイガーマスク』の敵役レスラーの1人として、胸に大きく?マークをつけた謎の覆面レスラー「ミスター・クエスチョン」が登場した。
  - 任天堂のアクションゲームシリーズ『スーパーマリオブラザーズ』シリーズには『?』の描かれたブロック「ハテナブロック」が登場する。下（作品によっては横も可能）から叩くとパワーアップアイテムなどが出てくる。記号通り、外観だけでは何が入っているか分からない設定で、中身が常に同じである場合もあれば状況によって変化する場合もある。『スーパーマリオメーカー』などでは、ユーザーがコース上にハテナブロックを配置し、中身を設定できる。
- バラエティ番組『オレたちひょうきん族』では、明石家さんま扮する?マークをつけたキャラクター「ナンデスカマン」が登場した。
- 数学では、ミンコフスキーの疑問符関数 {\displaystyle {\rm {?}}(x)} に用いられることがある。

## 符号位置
| 記号 | Unicode | JIS X 0213 | 文字参照               | 名称                                    |
| ---- | ------- | ---------- | ---------------------- | --------------------------------------- |
| ?    | U+003F  | 1-1-9      | &#x3F; &#63;           | 疑問符 QUESTION MARK                    |
| ？   | U+FF1F  | 1-1-9      | &#xFF1F; &#65311;      | 疑問符（全角） FULLWIDTH QUESTION MARK  |
| ⁇    | U+2047  | 1-8-76     | &#x2047; &#8263;       | 疑問符2つ DOUBLE QUESTION MARK          |
| ⁈    | U+2048  | 1-8-77     | &#x2048; &#8264;       | 疑問符感嘆符 QUESTION EXCLAMATION MARK  |
| ⁉    | U+2049  | 1-8-78     | &#x2049; &#8265;       | 感嘆符疑問符 EXCLAMATION QUESTION MARK  |
| ¿    | U+00BF  | 1-9-22     | &iquest; &#xBF; &#191; | 逆疑問符 INVERTED QUESTION MARK         |
| ؟    | U+061F  | -          | &#x61F; &#1567;        | アラビア語の疑問符 ARABIC QUESTION MARK |
| ❓   | U+2753  | -          | &#x2753; &#10067;      | 疑問符 BLACK QUESTION MARK ORNAMENT     |
| ❔   | U+2754  | -          | &#x2754; &#10068;      | 白い疑問符 WHITE QUESTION MARK ORNAMENT |